# Samborzec
Samborzec est un village de la voïvodie de Sainte-Croix et du powiat de Sandomierz. Il est le siège de la gmina de Samborzec et comptait 475 habitants en 2007.